# Vinzenzbrunnen

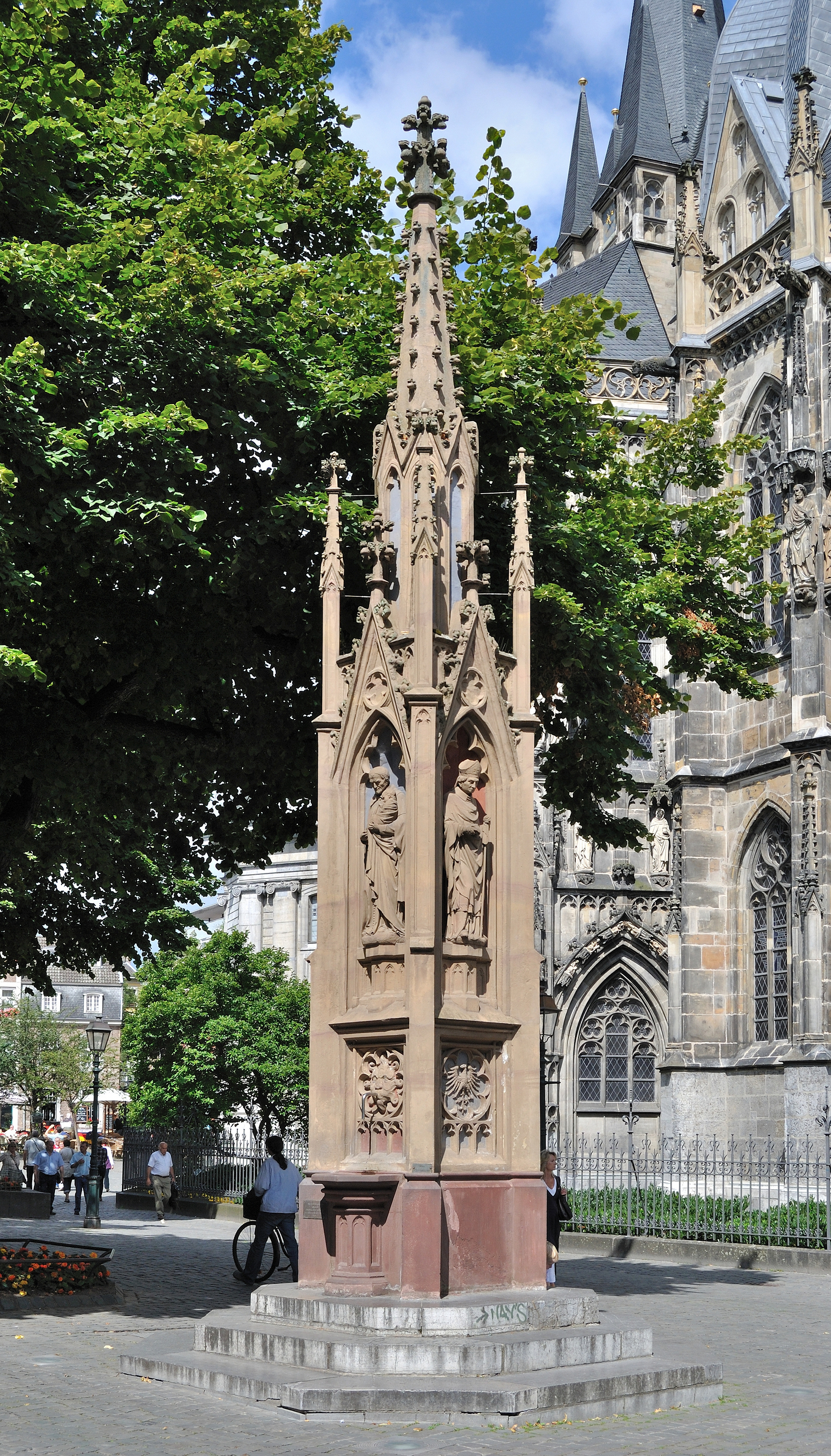
Vinzenzbrunnen

Der Vinzenzbrunnen auf dem Aachener Münsterplatz ist ein 1847 geweihter Brunnen, den die Aachener Bildhauer Wilhelm Josef Wings und Gottfried Götting nach einem Entwurf des damaligen Aachener Stadtbaumeisters Friedrich Joseph Ark erstellten.
Der Brunnen ersetzte einen älteren Brunnen, der an gleicher Stelle stand. Das heutige Brunnengehäuse aus Heilbronner Sandstein stand ursprünglich auf zwei Stufen und wurde dem gotischen Stil der nebenanliegenden Chorhalle, der Anna- und der Matthiaskapelle des Aachener Doms entsprechend gestaltet. Die auf quadratischem Grundriss errichtete Säule ist an allen vier Seiten mit Statuen geschmückt, die in Nischen untergebracht sind. Der Figurenschmuck konnte jedoch aus finanziellen Gründen erst 1877 fertiggestellt werden. Die Figuren stammen aus der Hand Göttings. Oberhalb der Nischen zieren den Brunnen ein Türmchen in der Mitte und acht Fialen, deren vier kleinere auf den Seiten hinter den Giebeln der Nischen stehen, die übrigen über den Kanten des Brunnens.
Die zum Aachener Dom gerichtete Seite ziert eine Figur Marias, weswegen der Brunnen gelegentlich auch Marienbrunnen oder Mariensäule genannt wird. Unterhalb der Statue ist der Zugang zur Wasserzuleitung des Brunnens. 
Die gegenüberliegende und zur Straße gerichtete Seite zeigt als Figur des Hl. Vinzenz von Paul, dem Heiligen der Armenfürsorge und Krankenpflege. Sie galt dem benachbarten 1336 dort gegründeten ersten Elisabethkrankenhaus der Elisabethinnen und vormaligem Städtischen Armenspital Gasthaus auf desse Grund heute das Gebäude der Sparkasse Aachen steht. Unterhalb liegt der in ein Sonnengesicht gearbeitete Wasserauslass mit kleinem Auffangbecken. 
Die Westseite zeigt eine Figur des Erzengels Michael. Die nach Osten, in Richtung der Pfarrkirche St. Foillan gelegene Seite, trägt eine Figur des Hl. Bischofs Foillan. Unterhalb dieser Figuren ist der Brunnen jeweils mit dem Stadtwappen verziert.
Ursprünglich war der Brunnen von einem schmiedeeisernen Gitter umschlossen, das jedoch bereits Anfang des 20. Jahrhunderts entfernt wurde. Kriegsschäden am Brunnen konnten 1951 mit finanzieller Hilfe der damaligen Stadtsparkasse Aachen unter der Leitung des Denkmalpflegers Hans Königs vom Bardenberger Bildhauer Heinrich Derichs beseitigt werden. Heute steht der Brunnen auf einem dreistufigen, achteckigen Podest aus Blaustein.